# Ola (cantante)
Ola, pseudonimo di Ola Nils Håkan Svensson (Lund, 23 febbraio 1986), è un cantante svedese.
La sua prima apparizione come cantante è avvenuta nel 2005 nella trasmissione televisiva svedese Idol. Ola ha venduto oltre 135.000 dischi in Svezia e le sue canzoni sono state trasmesse dalle radio svedesi poco meno di 200.000 volte. Nel 2010 le canzoni di Ola sono state riprodotte oltre 8 milioni di volte su Spotify Svedese. Ola ha iniziato il 2011 vincendo lo Scandipop Award come miglior singolo maschile con il brano con "All Over The World".

## Biografia

### Gli inizi e la partecipazione aSwedish Idol
Ola (si pronuncia Ula) ha iniziato a prendere lezioni di pianoforte a 5 anni ed è stato fortemente influenzato da suo nonno (morto quando Ola aveva 8 anni) che lo ha avviato al canto sin da bambino, successivamente è poi entrato a far parte del coro dei ragazzi della sua città natale, Lund. Nonostante la sua attitudine alla musica, non era così scontato che Ola sarebbe diventato uno degli artisti di maggior successo in Svezia. Giocare a calcio era infatti diventata la sua professione, attaccante della squadra Vasalunds IF, giocava nel terzo livello del Campionato svedese di calcio (chiamato 1ª divisione), giocando anche una partita contro il Malmö Fotbollförening di Ibrahimovic.
Prima di partecipare alla trasmissione Idol ha preso parte ad un musical scolastico e sono stati i suoi stessi compagni a spingerlo a partecipare alle audizioni del talent show Swedish Idol 2005 tenutesi nella città di Malmö. Alle audizioni si è presentato con i seguenti brani:
- Audizione a Malmö: "This I Promise You" degli 'N Sync
- Audizione: "Mandy" di Barry Manilow / Westlife
- Audizione finale: "Against All Odds" di Phil Collins (duetto)
- Qualifiche finali: "Show Me Heaven" di Maria McKee

Qualificandosi per le finali dal vivo, ha eseguito le seguenti canzoni:
- Live settimana 1: "My All" di Mariah Carey (Tema: Idoli personali)
- Live settimane 2: "True Colors" di Cyndi Lauper (Tema: Gli anni 1980)
- Live settimane 3: "Kom Igen Lena!" da Håkan Hellström (Tema: Successi Svedesi)
- Live settimana 4: Cry Me a River di Justin Timberlake (Tema: Successi Pop)

È stato eliminato per aver ricevuto il minor numero di voti dopo la 4ª settimana classificandosi 8º nella classifica generale dell'edizione 2005 del programma. A meno di una settimana dalla sua eliminazione, fu però contattato da un produttore discografico, disposto a proporre ad Ola un contratto per lavorare sul suo primo singolo e album. Nonostante fosse arrivato soltanto ottavo nel programma Idol, Ola ha dimostrato come i risultati di uno show televisivo siano poco significativi, ha infatti ottenuto immediatamente un contratto discografico ed il suo primo album Given To Fly è entrato direttamente al primo posto nella classifica svedese.

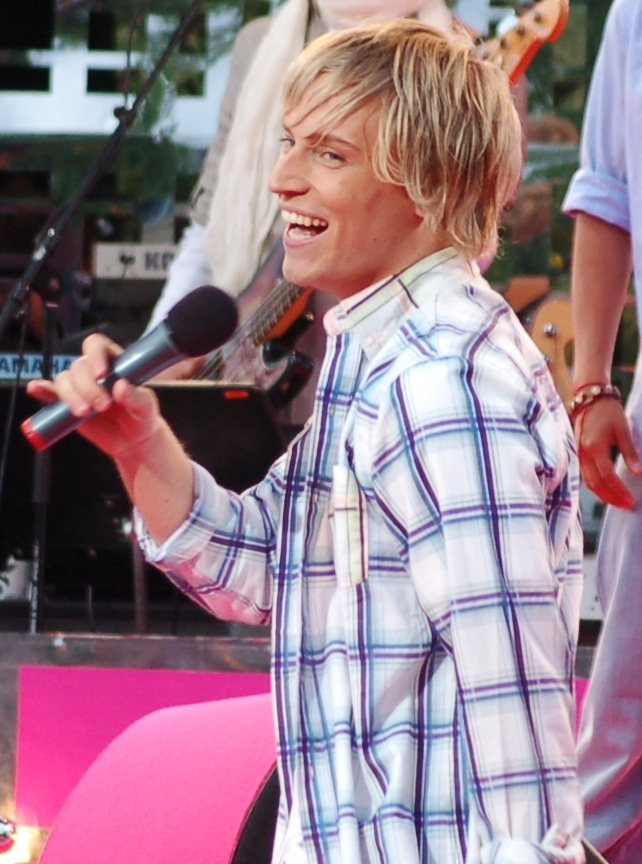
Ola durante una esibizione a Stoccolma nel 2008.

### Carriera musicale
Un sondaggio su quale canzone dovesse diventare il primo singolo fu pubblicato sul suo sito, la scelta era tra la cover di "Rain" di Anthony Callea e "How We Do It", un brano del suo album in uscita. Oltre il 60% dei voti andarono a "Rain". Da allora ha ottenuto una lunga serie di successi, con i brani "Rain", "Natalie", "SOS", "Feelgood", "Sky's The Limit", "Unstoppable" e "Overdrive" ha raggiunto i primi posti in classifica.
Ha ottenuto anche successi minori, come con "Brothers" (il suo secondo singolo del 2006) che ha raggiunto 4ª posizione in classifica. La canzone "Brothers" è dedicata ai suoi due fratelli maggiori, Jonas e Daniel che sono stati adottati da El Salvador.
Nel 2007 ha registrato la canzone "Du Är Musiken I Mig" con Molly Sandén, che è la versione svedese di "You Are the Music in Me" del film High School Musical 2.
Nel corso del 2007 a Londra insieme a Molly Sandèn ha svolto attività promozionale per la canzone "Du Är Musiken I Mig" ed ha girato un breve documentario sulla sua vita quotidiana dal titolo "My Life As Ola". Ola è apparso in diverse trasmissioni svedesi tra cui Så Ska Det Låta, Bobster e Vi I Femman, ha fatto svariate interviste e spettacoli come Gomorron Sverige, Förkväll e Vakna! Med The Voice, ha partecipato al Sommarkrysset presso il Gröna Lund di Stoccolma con i suoi singoli "Rain", "Natalie", "Feelgood", "Sky's The Limit" and "Overdrive" e nell'agosto del 2009 ha partecipato con il brano "S.O.S" alle due trasmissioni polacche "Sopot Festival" e "Hity Na Czasie". Ola rilascia con regolarità interviste alla radio, in particolare con Rix FM, Mix Megapol e Sveriges Radio.
Nel 2009 ha preso parte al NJR in The Park e al Diggiloo Tour con Mojje, Lasse Holm e altri artisti. Nel novembre 2009, con il coro maschile della sua città (Lund), ha vinto il programma TV Körslaget.
Nell'estate del 2010 Ola ha iniziato il suo primo tour svedese e ha cantato spesso sul palco del RIX FM Festival.
Ola ha partecipato al Melodifestivalen 2008 presentandosi alla seconda semifinale del 16 febbraio con il brano "Love in Stereo", ha avuto seconda possibilità a Kiruna l'8 marzo passando il primo turno ma venendo poi battuto al secondo da Sibel.
Il 6 febbraio 2010, ha partecipato alla prima semifinale del Melodifestivalen 2010 a Örnsköldsvik con la canzone pop "Unstoppable" ottenendo il secondo posto dietro a Salem Al Fakir con 'Keep On Walking'. Il 13 marzo 2010, alla finale presso la Stockholm Globe Arena, si è classificato settimo con 47 punti, il più alto punteggio ottenuto dalla giuria internazionale.
Sempre nel 2010 ha registrato con Mohamed Ali e Endre Nordvik il brano "Fire", per la versione svedese del film Camp Rock 2 ed ha aperto la propria etichetta discografica, la Oliniho Records.
Ola ha pubblicato così il suo terzo album in modo indipendente. L'iniziativa si è rivelata un enorme successo infatti l'album Ola è arrivato al top delle classifiche svedesi. Il singolo "All Over the World" è stato pubblicato dalla statunitense Ultra Records negli Stati Uniti e dalla 3Beat in Gran Bretagna.
Nel suo terzo album Ola ha co-scritto ogni canzone e ha collaborato con cantautori e produttori come Alexander Kronlund (Robyn, Britney Spears, ecc.) e Labrinth (Tinie Tempah), tra gli altri.

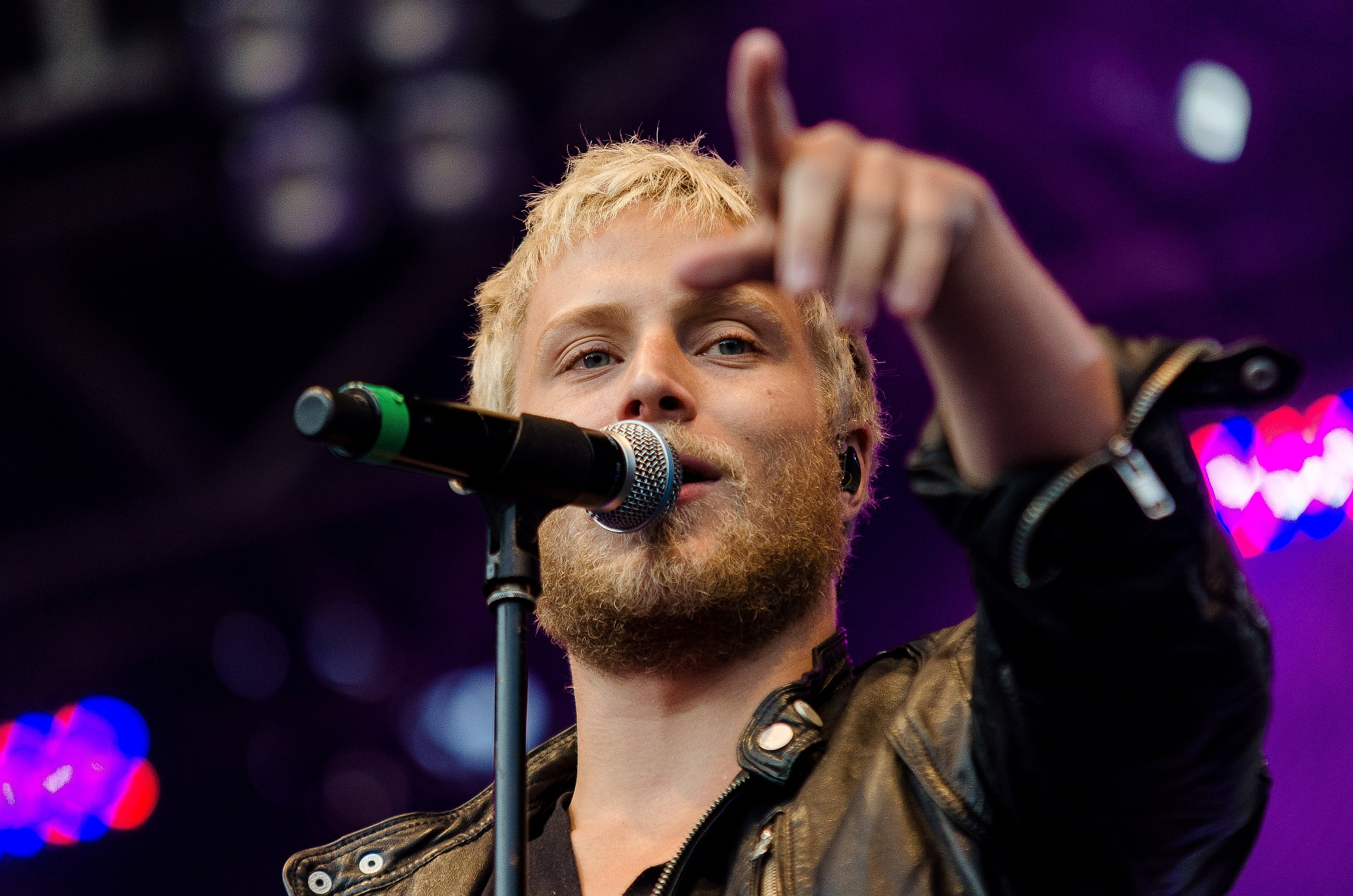
Ola al RixFM Festival di Växjö (2012).

Nel 2012 esce come singolo I'm in Love, che ottiene un buon successo in Svezia e poi nel 2013, anche in altri paesi europei, tra cui l'Italia, dove diventa uno dei tormentoni estivi; in tale paese, il cantante poi pubblica in autunno un nuovo singolo, Jackie Kennedy.
Il 9 maggio 2014 è ospite a Colorado, trasmissione che utilizza la sua "Rich & Young" come sigla.
Dal 2018 riprende a pubblicare sotto lo pseudonimo di Brother Leo e nel 2020 pubblica il singolo "Sad Child" in collaborazione con Sandro Cavazza.

## Discografia
Ola ha pubblicato quattro album, "Given to Fly", "Good Enough", "Ola" e "Carelessly Yours". Good Enough è stato pubblicato una seconda volta per includere la canzone "Love in Stereo" cantata al Melodifestivalen e il singolo "Feelgood", da cui l'album ha preso il nuovo nome "Good Enough - The Feelgood Edition". Questo album contiene inoltre versioni le remix di S.O.S e Natalie ed una versione acustica di "If You Gave Me Your Love" registrata dal vivo durante una sessione al P3. Ola ha inoltre pubblicato una versione polacca di questo album distribuita in Polonia per i suoi fan.
Nel giugno 2010, ha distribuito un EP su iTunes Svezia rappresentato dal singolo Overdrive con due nuove tracce prese dall'album in uscita "All Over The World" e "Still Remember" e una versione remix del suo singolo precedente "Unstoppable".
Il suo terzo album è uscito in Svezia il 15 settembre 2010 ed è stato il primo album pubblicato dalla casa discografica di Ola denominata Oliniho Records.
Il 16 settembre 2022 rilascia l'album PoP Poetry, preceduto da una serie di singoli e remix pubblicati dal 2018 sotto il nuovo pseudonimo.

## Album

### Ola Svensson

#### Compilation
- 2005 - My Own Idol - Idol 2005 - Traccia 6, cover di "My all" di Mariah Carey

### Ola
- 2006 - Given to Fly
- 2007 - Good Enough
  - 2008 - Good Enough - The Feelgood Edition
- 2010 - Ola
- 2014 - Carelessly Yours

### Brother Leo
- 2022 - PoP Poetry

## Singoli

### Ola
| Anno | Titolo                                    | Posizione in classifica | Certificazioni IFPI | Album                              |
| Anno | Titolo                                    | Posizione in classifica | Svezia              | Album                              |
| ---- | ----------------------------------------- | ----------------------- | ------------------- | ---------------------------------- |
| 2006 | "Rain"                                    | 1                       |                     | Given to Fly                       |
| 2006 | "Brothers"                                | 4                       |                     | Given to Fly                       |
| 2007 | "Natalie"                                 | 1                       | Platino             | Good Enough                        |
| 2007 | "Du Är Musiken I Mig" (with Molly Sandén) | 21                      |                     | High School Musical 2              |
| 2007 | "S.O.S."                                  | 1                       | Oro                 | Good Enough                        |
| 2008 | "Love in Stereo"                          | 2                       | Oro                 | Good Enough - The Feelgood Edition |
| 2008 | "Feelgood"                                | 2                       | 2xPlatino           | Good Enough - The Feelgood Edition |
| 2009 | "Sky's the Limit"                         | 1                       | Oro                 | —                                  |
| 2010 | "Unstoppable (The Return of Natalie)"     | 1                       | Platino             | Ola                                |
| 2010 | "Overdrive"                               | 1                       | Oro                 | Ola                                |
| 2010 | "All Over the World"                      | 3                       | Oro                 | Ola                                |
| 2011 | "Riot"                                    | —                       |                     | Ola                                |
| 2012 | "I'm in Love"                             | —                       |                     | Carelessly Yours                   |
| 2014 | "Jackie Kennedy"                          | —                       |                     | Carelessly Yours                   |

### Brother Leo
| Anno | Titolo                                       | Album      |
| ---- | -------------------------------------------- | ---------- |
| 2018 | "Strangers on an Island"                     | —          |
| 2018 | "Push up"                                    | —          |
| 2019 | "Shine"                                      | —          |
| 2019 | "Barcelona"                                  | PoP Poetry |
| 2020 | "Hallelujah"                                 | PoP Poetry |
| 2020 | "Sad Child" Sandro Cavazza, Brother Leo      | PoP Poetry |
| 2021 | "People"                                     | PoP Poetry |
| 2021 | "Naked"                                      | PoP Poetry |
| 2022 | "Living in a Zoo"                            | PoP Poetry |
| 2022 | "Hello Life (Live from the PoP Poetry Café)" | —          |
| 2022 | "Caroline"                                   | PoP Poetry |
| 2022 | "Sunshine"                                   | PoP Poetry |
| 2023 | "Demons"                                     | —          |
| 2024 | "Biohacking My Technology"                   | —          |
| 2025 | "I Like"                                     | —          |